# Гринь Михайло Петрович
Михайло Петрович Гринь ( 1924 , Проскурів , Вінницька область , Українська РСР - березень 2003 , Азнакаево , Татарстан ) - радянський працівник нафтової промисловості , буровик. Герой Соціалістичної Праці . 

## Біографія
Народився 3 жовтня (за іншими даними 10 березня  ) 1924 року в м  Проскурів Української РСР.
Почав свою трудову діяльність в 15 років учнем слюсаря. Був учасником Великої Вітчизняної війни , воював у складі дивізіону гвардійських мінометів. Після війни опинився в Узбекистані, де вперше своїми побачив нафтову вишку і бурової верстат. Став нафтовиком і пройшов ступені від простого робітника, верхового помічника бурильника до бурильника. У 1948 році переїхав до Татарію, де з 1949 по 1952 роки, працював на підприємстві « Татнефть » - був майстром турбінно-роторного буріння. У 1952 році перейшов в експлуатаційну бригаду, перейшовши з тресту «Татнефтегазразведка» у знову організовану контору бурения № 3 тресту «Альметьевбурнефть», розташовану в Азнакаєво . Потім до 1967 року очолював бурову бригаду КБ-3 тресту «Татбурнефть» виробничого об'єднання «Татнефть». У 1970-1989 роках Михайло Гринь був заступником начальника Азнакаевскому управління бурових робіт.
Свій багатий досвід він передавав багатьом своїм послідовникам.  Обирався депутатом Верховної Ради СРСР і Татарської АРСР.  Перебуваючи на пенсії, керував первинним осередком організаці « Герої Татарстану ».
Помер у березні 2003 року.    Його брат - Матвій Петрович   (нар. 1927) - також буровик, лауреат Державної премії СРСР .

### Цікавий факт
Михайло Петрович Гринь був автором численних рекордів з проходки і швидкості буріння. Так в 1961 році він став автором всесоюзного рекорду - 36194 метра проходки. 

## Нагороди
- 19 березня 1959 року М.  П.  Гриню було присвоєно звання Героя Соціалістичної Праці з врученням ордена Леніна .
- Також нагороджений багатьма нагородами, почесними грамотами Президії Верховної Ради Татарської АРСР, обкому КПРС, ЦК ВЛКСМ і Ради Міністрів ТАССР.
- Удостоєний звання «Почесного нафтовика СРСР», золотої та срібної медалей ВДНГ .
- Постановою голови адміністрації Азнакаевскому району та міста Азнакаево № 22 від 05.06.1997 року Гриню Михайлу Петровичу присвоєно звання «Почесний громадянин Азнакаево». [8]

## Пам'ять
- У Азнакаєво ім'ям Героя названа вулиця.
- Бюст М.  П.  Гриня споруджений в Алеї героїв Азнакаево.

## Див.  також
- Герої Соціалістичної Праці Татарстану

## посилання
- ГРИНЬ Михайло Петрович [Архівовано 6 листопада 2014 у Wayback Machine.]
- Герої часу. [Архівовано 1 лютого 2019 у Wayback Machine.] Михайло Петрович Гринь [Архівовано 1 лютого 2019 у Wayback Machine.]